# Hög frekvens
Hög frekvens (HF; engelska: High frequency) är ITU-beteckningen för radiofrekvenser (RF) i intervallet 3 till 30 MHz. En viktig del av detta band utgör kortvågsbandet (SW), så kommunikation vid dessa frekvenser kallas ofta för kortvågsradio. HF-bandet är även känt som dekameterbandet eller dekametervågor, med våglängder i intervallet tio till en dekameter (100 till 10 m).